# 阿囝搵老豆老母
《阿囝搵老豆老母》（英語：jaifinddadmumtwo）是香港一個著名Telegram频道，有超過5萬個訂戶，該频道以披露香港親中人士身份著稱。自2019年香港政府強制推行逃犯條例開始，香港親中人士便被《阿囝搵老豆老母》一直狙擊。資訊網站《香港編年史》亦有使用及整合《阿囝搵老豆老母》的資料，2022年因不断被Telegram封禁而重開了新的頻道《一路向北（尋親）》。

## 背景
在香港反修例運動期間，大量警員、官員、親建制人士的個人私隱資料被人於網絡上公開，使之受到不同程度的滋擾——這種情況在香港稱為「起底」。香港律政司曾為此向法庭申請「臨時禁制令」，要求禁止針對司法人員的「起底」，當中律政司曾特別提及《香港編年史》的有關情況。

## 频道內容
《阿囝搵老豆老母》收集了大量香港親中人士個人資料，當中包括行政長官，法官，親建制人士。其亦轉載了其他反修例相關資訊，比如「『黃藍』商店名單」、警方涉濫權事件、警察車輛相關資訊。

## 外部連結
- Telegram連結 （页面存档备份，存于）